# ريتشارد لي أرمسترونغ
ريتشارد لي أرمسترونغ هو جيولوجي كندي، ولد في 4 أغسطس 1937 في سياتل في الولايات المتحدة، وتوفي في 9 أغسطس 1991 في فانكوفر في كندا بسبب سرطان الكبد.